# الفريق 0
الفريق 0 هي سلسلة يكتبها الكاتب نبيل فاروق و تتحدث السلسلة عن أربعة أفراد وهم (خالد) وهو قائد الفريق و (تامر) وهو خبير في الاسلحة ، و (ياسر) وهو خبير في المتفجرات، و الأخير هو ( طارق ) وهو أكثر فرد في الفريق مرونة وسرعة استجابة جسدية فأصبحوا ينادوه باسم ( البلياتشو ) لأنه قد نشأ في سيرك ، و في القصة رقم واحد يظهر لك الدكتور نبيل فاروق فرد آخر وهي خبيرة الاتصالات و الشفرات (نور) ، وهؤلاء هم أفراد الفريق صفر .

## صدر منها
1 - قلب الجحيم 

2 - سلاح الشر 

## الشخصيات
خالد:هو قائد الفريق

تامر:هو خبير الاسلحة في الفريق

ياسر:هو خبير المتفجرات في الفريق

طارق:هو أكثراعضاء الفريق مرونة و لهذا أطلقوا عليه البلياتشو.

نور :هي خبيرة الاتصالات و التتبع في الفريق و منذ ان و قع طارق ببصره عليها احبها 

## الاعداد

### القصة رقم 1(قلب الجحيم)
اختطف المهندس يوسف أحد مهندسين شركة معمارية مصرية في أثناء تحضيرة لاعمار جزء من صحراء العراق ، ثم يطلب مساعدة الفريق 0 الذي كان قد تم حله بسبب اخطاء ارتكبوها في أثناء عمليتهم السابقة ، و ذهب الفريق إلي العراق و استقبل هناك نور خبيرة الاتصالات ، و بدئوا عملهم و بعد عدة محاولات اغتيال لهم وجدوا نفسهم في قبضة تاجر عراقي اسمه داوود إبراهيم و مساعده إسحاق .

### القصة رقم 2(سلاح الشر)
يتضح ان التاجر الثري داوود إبراهيم هو ديفيد إفرايم رجل الموساد الإسرائيلي ، و ان مساعده إسحاق هو إيزاك ، ثم يهرب الفريق بخطة متقنة و يذهبوا نحو المكان الذي يخبئ فيه ديفيد المهندس يوسف ، حتي يجدوه و يرجعو إلي القاهرة بعد معالجتهم فقد اصيبوا باكثرمن إصابة و يتبرعوا بالمال  الذي اعطاهم إياه المهندس نجيب مدير شركة المهندس يوسف إلي مستشفي سرطان الأطفال ، وتنتهي القصة علي ان الفريق عاد للعمل رسميا أو على شكل غير رسمي علي الإطلاق .